# Leptysmina
Leptysmina is een geslacht van rechtvleugeligen uit de familie veldsprinkhanen (Acrididae). De wetenschappelijke naam van dit geslacht is voor het eerst geldig gepubliceerd in 1894 door Giglio-Tos.

## Soorten
Het geslacht Leptysmina omvat de volgende soorten:
- Leptysmina amazonica Carbonell & Ronderos, 1972
- Leptysmina gracilis Bruner, 1911
- Leptysmina pallida Giglio-Tos, 1894